# Академическая гребля на летних Олимпийских играх 1980

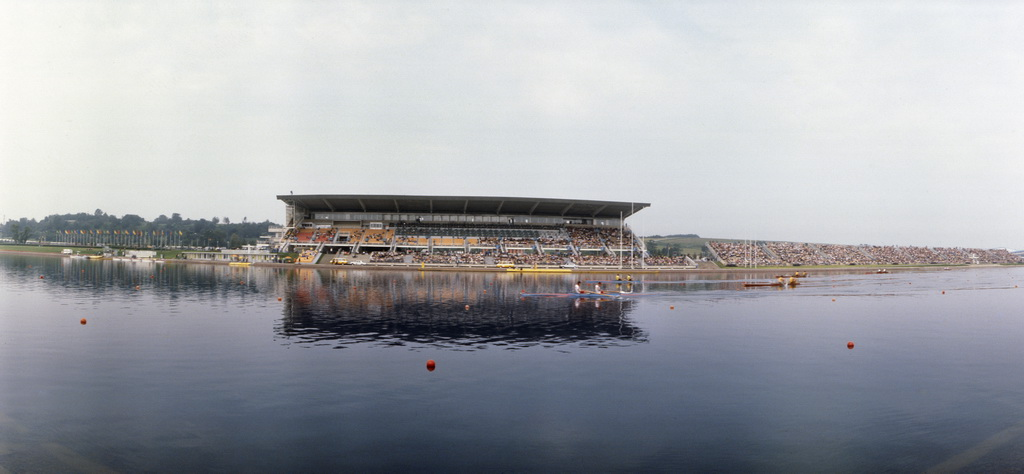
Гребной канал в Крылатском во время Игр московской Олимпиады

Соревнования по академической гребле на летних Олимпийских играх 1980 года в Москве проходили с 20 по 27 июля на гребном канале в Крылатском.
470 спортсменов (313 мужчин и 157 женщин) из 25 стран разыграли 14 комплектов наград (8 у мужчин и 6 у женщин). Программа соревнований по сравнению с предыдущей Олимпиадой в Монреале изменений не претерпела.
Безоговорочную победу в общем медальном зачёте одержали восточногерманские гребцы: они выиграли 11 золотых медалей из 14 возможных, при этом гребцы ГДР поднимались на пьедестал во всех 14 видах программы. По 1 золотой награде завоевали гребцы СССР, Финляндии и Румынии.

## Общий медальный зачёт
(Жирным выделено самое большое количество медалей в своей категории; принимающая страна также выделена)
| Общее количество медалей | Общее количество медалей | Общее количество медалей | Общее количество медалей | Общее количество медалей | Общее количество медалей |
| Место                    | Страна                   | Золото                   | Серебро                  | Бронза                   | Всего                    |
| ------------------------ | ------------------------ | ------------------------ | ------------------------ | ------------------------ | ------------------------ |
| 1                        | ГДР                      | 11                       | 1                        | 2                        | 14                       |
| 2                        | СССР                     | 1                        | 9                        | 2                        | 12                       |
| 3                        | Румыния                  | 1                        | 0                        | 2                        | 3                        |
| 4                        | Финляндия                | 1                        | 0                        | 0                        | 1                        |
| 5                        | Болгария                 | 0                        | 1                        | 3                        | 4                        |
| 6                        | Великобритания           | 0                        | 1                        | 2                        | 3                        |
| 7                        | Польша                   | 0                        | 1                        | 1                        | 2                        |
| 7                        | Югославия                | 0                        | 1                        | 1                        | 2                        |
| 9                        | Чехословакия             | 0                        | 0                        | 1                        | 1                        |

## Медалисты

### Мужчины

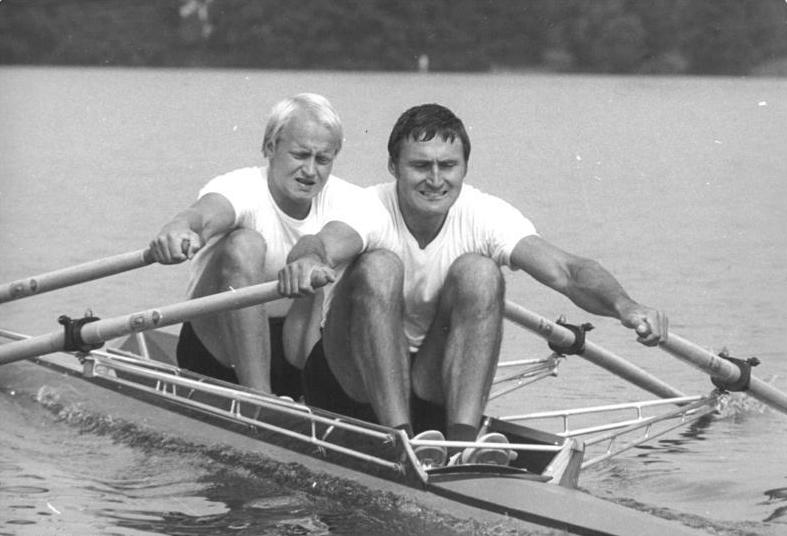
Чемпионы в двойках парных Йоахим Драйфке и Клаус Крёппелин (на заднем плане). Фото 1982 года

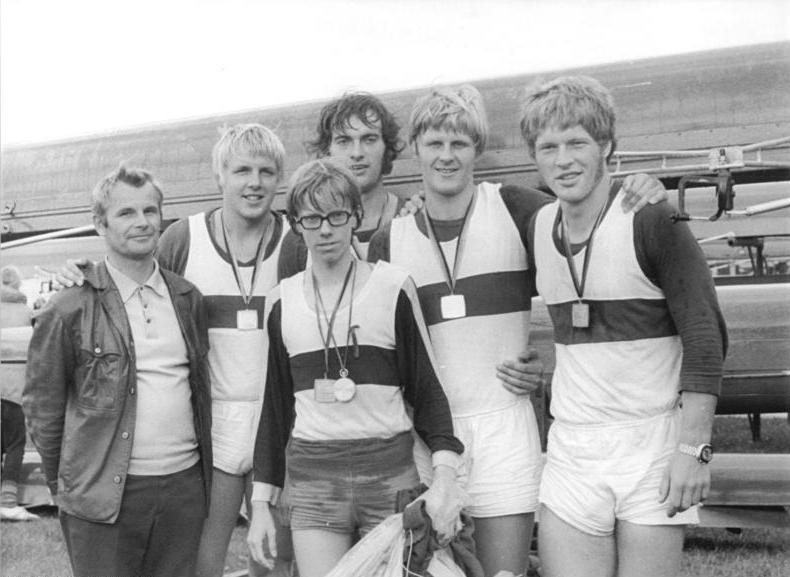
Чемпионы в четвёрках распашных без рулевого (второй ряд): Зигфрид Брицке (второй слева), Андреас Деккер (третий слева) и Штефан Земмлер (четвёртый слева). Фото 1974 года

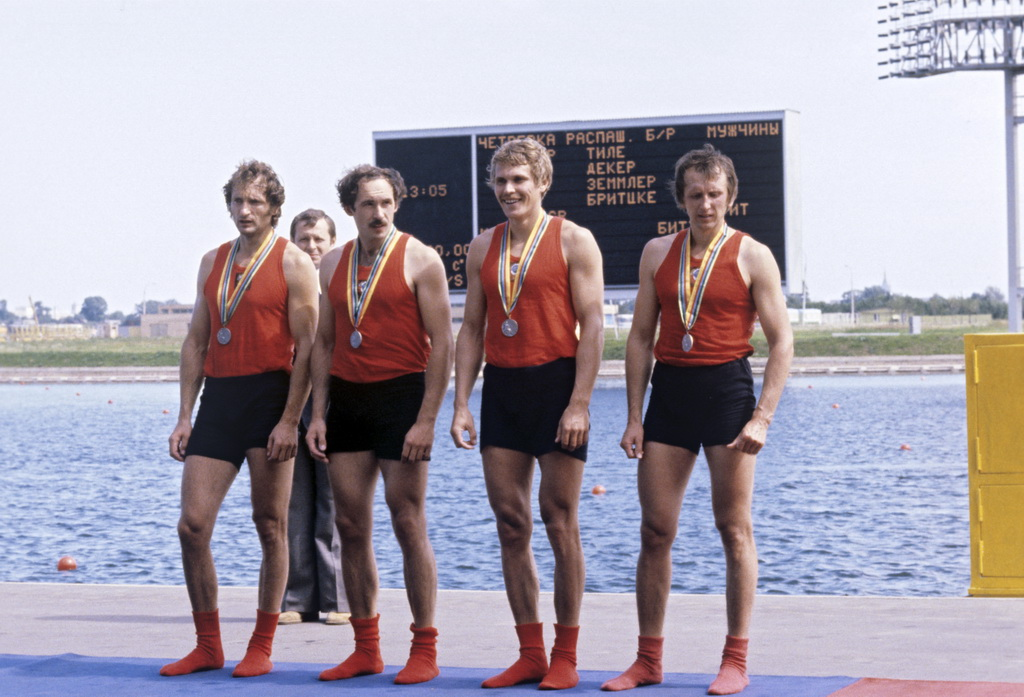
Серебряные призёры в четвёрках распашных без рулевого

| Дисциплина                             | Золото | Серебро | Бронза |
| Одиночки детали                        | Пертти Карппинен Финляндия | Василий Якуша СССР | Петер Керстен ГДР |
| Двойки парные детали                   | ГДР · Йоахим Драйфке · Клаус Крёппелин | Югославия · Зоран Панчич · Милорад Станулов | Чехословакия · Зденек Пецка · Вацлав Вохоска |
| Четвёрки парные детали                 | ГДР · Франк Дундр · Карстен Бунк · Уве Хеппнер · Мартин Винтер                                                                                              | СССР · Юрий Шапочка · Евгений Барбаков · Валерий Клешнёв · Николай Довгань | Болгария · Минчо Николов · Любомир Петров · Иво Русев · Богдан Добрев |
| Двойки распашные без рулевого детали   | ГДР · Йорг Ландфойгт · Бернд Ландфойгт | СССР · Юрий Пименов · Николай Пименов | Великобритания · Чарльз Уиггин · Малкольм Кармайкл |
| Двойки распашные с рулевым детали      | ГДР · Харальд Ерлинг · Фридрих-Вильхельм Ульрих · Георг Шпор (рулевой)                                                                                      | СССР · Виктор Переверзев · Геннадий Крючкин · Александр Лукьянов (рулевой) | Югославия · Душко Мрдуляш · Златко Целент · Йосип Реич (рулевой) |
| Четвёрки распашные без рулевого детали | ГДР · Зигфрид Брицке · Андреас Деккер · Штефан Земмлер · Юрген Тиле                                                                                         | СССР · Алексей Камкин · Валерий Долинин · Александр Кулагин · Виталий Елисеев                                                                                                 | Великобритания · Джон Битти · Иан Макнафф · Дэвид Таунсенд · Мартин Кросс |
| Четвёрки распашные с рулевым           | ГДР · Дитер Вендиш · Вальтер Диснер · Улльрих Диснер · Готтфрид Дён · Андреас Грегор (рулевой)                                                              | СССР · Артурс Гаронскис · Димантс Кришьянис · Дзинтарс Кришьянис · Жоржс Тикмерс · Юрис Берзиньш (рулевой)                                                                    | Польша · Гжегож Стелляк · Адам Томасяк · Гжегож Новак · Рышард Стаднюк · Рышард Кубяк (рулевой)                                                                                     |
| Восьмёрки распашные с рулевым детали   | ГДР · Бернд Краус · Ханс-Петер Коппе · Ульрих Конс · Йёрг Фридрих · Йенс Добершюц · Ульрих Карнац · Уве Дюринг · Бернд Хёинг · Клаус-Дитер Людвиг (рулевой) | Великобритания · Данкан Макдугалл · Алан Уитвелл · Генри Клей · Крис Махоуни · Эндрю Джастис · Джон Притчард · Малкольм Макгоуэн · Ричард Стэнхоуп · Колин Мойнихэн (рулевой) | СССР · Виктор Какошин · Андрей Тищенко · Александр Ткаченко · Йонас Пинскус · Йонас Нармонтас · Андрей Лугин · Александр Манцевич · Игорь Майстренко · Григорий Дмитренко (рулевой) |

### Женщины
| Дисциплина                    | Золото | Серебро | Бронза |
| Одиночки                      | Санда Тома Румыния | Антонина Махина СССР | Мартина Шрётер ГДР |
| Двойки парные                 | СССР · Елена Хлопцева · Лариса Попова | ГДР · Корнелия Линзе · Хайди Вестфаль | Румыния · Валерия Рэчилэ · Ольга Хомеги |
| Четвёрки парные с рулевой     | ГДР · Сибилла Райнхардт · Ютта Плох · Ютта Лау · Росвита Цобельт · Лиане Бур (рулевая) · Гизела Медефиндт*                                              | СССР · Антонина Пустовит · Елена Матиевская · Ольга Васильченко · Надежда Любимова · Нина Черемисина (рулевая) · Наталья Казак* (рулевая)                                   | Болгария · Марияна Сербезова · Румеляна Бончева · Долорес Накова · Анка Бакова · Анка Георгиева (рулевая)                                                                             |
| Двойки распашные без рулевой  | ГДР · Уте Штайндорф · Корнелия Клир | Польша · Малгожата Длужевская · Чеслава Костяньская | Болгария · Сийка Барбулова · Стоянка Груйчева |
| Четвёрки распашные с рулевой  | ГДР · Рамона Капхайм · Сильвия Фрёлих · Ангелика Ноак · Роми Зальфельд · Кирстен Венцель (рулевая)                                                      | Болгария · Гинка Гюрова · Марийка Модева · Рита Тодорова · Искра Велинова · Надя Филипова (рулевая)                                                                         | СССР · Мария Фадеева · Галина Советникова · Марина Студнева · Светлана Семёнова · Нина Черемисина (рулевая) · Наталья Казак* (рулевая)                                                |
| Восьмёрки распашные с рулевой | ГДР · Мартина Бёслер · Керстен Найссер · Кристиане Кёпке · Биргит Шюц · Габи Кюн · Илона Рихтер · Марита Зандиг · Карин Метце · Марина Вильке (рулевая) | СССР · Ольга Пивоварова · Нина Уманец · Надежда Прищепа · Валентина Жулина · Татьяна Стеценко · Нина Преображенская · Елена Овечкина · Мария Пазюн · Нина Фролова (рулевая) | Румыния · Анджелика Апостяну · Марлена Предеску-Загони · Родика Фрынту · Флорика Букур · Родика Пушкату · Ана Ильюцэ · Мария Константинеску · Елена Бондар · Елена Добрицою (рулевая) |

* — участвовали только в предварительных заездах

## Технический комитет и судьи
Технические делегаты ФИСА —  Кристофер Дэвидж и  Бёрге Кос-Андерсен, директор соревнований —  Елизавета Залесская.
Технический комитет ФИСА:
- Ежи Борковский
- Крис ван дер Плег
- Нели Гамбон-де Вос[пол.]
- Бу Гаммалс
- Евгений Кабанов
- Теобальд Кёрнер
- Уильям Кларк
- Уильям Кнехт
- Дэвид Кигзес
- Миленко Финдерле
- Бьярн-Бёрген Хазлоф
- Вильфрид Хофман

Судьи:
- Франс Бек
- Дитер Вендт
- Равиль Габитов
- Вацлав Гасман
- Георге Гьюркэняну
- Патрисио Д’Хеа
- Радован Деврня
- Альфред Иннихен
- Аня Каллио
- Анджей Кирнажицкий
- Жанна Кокель
- Танос Куцикопулос
- Реджинальд Маккей
- Джон Мартин
- Рудольф Мозер
- Вилли Рюфенахт
- Серж Сорбер
- Михаил Таков
- Эло Тостенес[дат.]
- Майкл Уокер
- Анталь Цайц
- Владимир Чернашкин
- Татьяна Шарова
- Игнасио Эгибар[баск.]
- Ингвар Эрикссон
- Онорато Янца

## Факты
- Рулевой британской мужской восьмёрки, выигравшей серебро, Колин Мойнихэн — в будущем лорд, член парламента, в 1987—1990 годах — министр спорта Великобритании в правительстве Маргарет Тэтчер, с 2005 года — председатель Британской олимпийской ассоциации.
- Рулевой сборной Югославии Йосип Реич (род. 24 июля 1965), самый юный участник соревнований по академической гребле на московской Олимпиаде, выиграл бронзу в двойках распашных с рулевым за несколько дней до своего 15-летия.